# Персі Тау
Персі Тау (англ. Percy Tau, нар. 13 травня 1994, Вітбанк) — південноафриканський футболіст, нападник єгипетського «Аль-Аглі» (Каїр) і національної збірної ПАР.

## Клубна кар'єра
Народився 13 травня 1994 року в місті Вітбанк. Вихованець футбольної школи клубу «Мамелоді Сандаунз». Дорослу футбольну кар'єру розпочав 2014 року в основній команді того ж клубу. Відразу пробитися до «основи» юний нападник не зумів і частину 2016 року провів в оренді у «Вітбанк Сперс». Повернувшись з оренди, отримав місце в основному складі рідного клубу.
У липні 2018 року уклав чотирирічний контракт з англійським «Брайтон енд Гоув». У новій команді не входив до безпосередніх планів тренерського штабу і був відданий в оренду до бельгійського «Уніон Сент-Жілуаз». Згодом протягом сезону 2019/20 також на умовах оренди захищав кольори «Брюгге», у складі якого став чемпіоном Бельгії.
У серпні 2020 року був орендований ще одним бельгійським клубом, «Андерлехтом».

## Виступи за збірну
2015 року дебютував в офіційних матчах у складі національної збірної ПАР.
У складі збірної був учасником Кубка африканських націй 2019 року в Єгипті. На турнірі брав участь у всіх п'яти іграх своєї збірної, яка завершила виступи на стадії чвертьфіналів.

## Титули і досягнення
- Чемпіон Бельгії (1):

«Брюгге»: 2019/20
- Переможець Ліги чемпіонів КАФ (2):

«Мамелоді Сандаунз»: 2016
«Аль-Аглі»: 2022/23
- Володар Суперкубка КАФ (2):

«Мамелоді Сандаунз»: 2017
«Аль-Аглі»: 2021
- Володар Кубка Єгипту (1):

«Аль-Аглі»: 2021/22
- Володар Суперкубка Єгипту (2):

«Аль-Аглі»: 2021/22, 2022/23
- Чемпіон Єгипту (1):

«Аль-Аглі»: 2022/23